# Erding
Erding är en stad i förbundslandet Bayern i Tyskland, belägen 36 km nordost om München. Som Große Kreisstadt är staden administrativ huvudort i Landkreis Erding i Oberbayern. Staden har cirka 37 200 invånare.

## Näringsliv
Till stadens mest kända företag hör bryggeriet Erdinger som är en av Tysklands största producenter av veteöl.